# ブータン国王親衛隊
ブータン国王親衛隊（ブータンこくおうしんえいたい、RBG）は、ブータンの国軍たるブータン王国軍の下部組織であり、ブータン国王（現在の国王はジグミ・ケサル・ナムゲル・ワンチュク）や王室構成員を護衛することを任務とする機関である。1,000人を超える人員を有し、ブータン王国軍の全ての部隊の中でも最高の呼び声が高い。親衛隊司令官はペム・ドルジ准将。
兵士は練度が高く、テロ対策などに邁進する。2000年代初頭には親衛隊は、ブータン北東部一帯を根拠地とした反政府過激派集団との紛争で存在感を示した。

## 元司令官
デンドゥプ・シェリング少将は、1971年6月12日にインド陸軍士官学校から派遣された。1973年に親衛隊に入隊する前は、北部国境において勤務していた。
その後中佐として、1988年に親衛隊の指揮を執った。44年間の指揮で、親衛隊は反政府過激派に対して行った1990年と2003年の作戦において確かなる存在感を示した。

## 批判
親衛隊は、反政府運動に携わる活動家や団体に対して、恣意的な拘禁や拷問を行ったと非難されたことがある。